# Khairābād Nadi
Khairābād Nadi (bengali: Khairābād) är ett vattendrag i Bangladesh.   Det ligger i provinsen Khulna, i den södra delen av landet, 130 km söder om huvudstaden Dhaka.
Trakten runt Khairābād Nadi består till största delen av jordbruksmark. Runt Khairābād Nadi är det mycket tätbefolkat, med 1 018 invånare per kvadratkilometer.